# HAT-P-67b
HAT-P-67b は、地球からヘルクレス座の方向に約1,200光年離れた位置にある連星系の主星 HAT-P-67A の周囲を公転している太陽系外惑星である。連星系全体ではなく、連星系の主星のみを公転しているため、HAT-P-67Ab とも表記される。2025年5月時点において正確な半径の測定が行われている、かつ褐色矮星や自由浮遊惑星に分類される可能性のある事例を除いて、確実に通常の惑星であると判断できる最も半径が大きい既知の天体として知られる。

## 発見
HAT-P-67b は、アメリカ・アリゾナ州のフレッド・ローレンス・ホイップル天文台とハワイ島のマウナケア天文台に設置された小型広視野望遠鏡を用いた太陽系外惑星観測プロジェクトであるHATネットによるトランジット法での観測から発見された。観測は2005年と2008年に行われ、このときに得られた主星の光度曲線データの解析により、主星 HAT-P-67A に惑星 HAT-P-67b の主星面通過に起因する周期的な減光が発見され、その後、フレッド・ローレンス・ホイップル天文台の口径 1.2 m 望遠鏡を用いて主星面通過時の測光観測が行われた。2012年5月28日には主星面通過の全体が観測され、2011年から2013年にかけての3年間に5回の部分的な主星面通過が観測された。
主星 HAT-P-67A の自転速度が 35.8 km/s と非常に速いことが知られており、ドップラー分光法による主星の視線速度測定から惑星 HAT-P-67b の存在を確認するのは当初は困難であった。2009年のデータでは、HAT-P-67b の質量は少なくとも褐色矮星よりは小さいということまでしか示されなかった。その後の2009年から2012年にかけて行われたW・M・ケック天文台での視線速度測定の観測結果から、HAT-P-67b の質量は木星の0.59倍未満であると推定された。そして2016年になり、ドップラートモグラフィー (Doppler tomography) での観測結果から HAT-P-67b の存在が正式に確認され、2017年に発見を報告する論文がアストロノミカルジャーナルに掲載された。

## 特徴
| 木星 | HAT-P-67b |
| ---- | --------- |
| 木星 | Exoplanet |

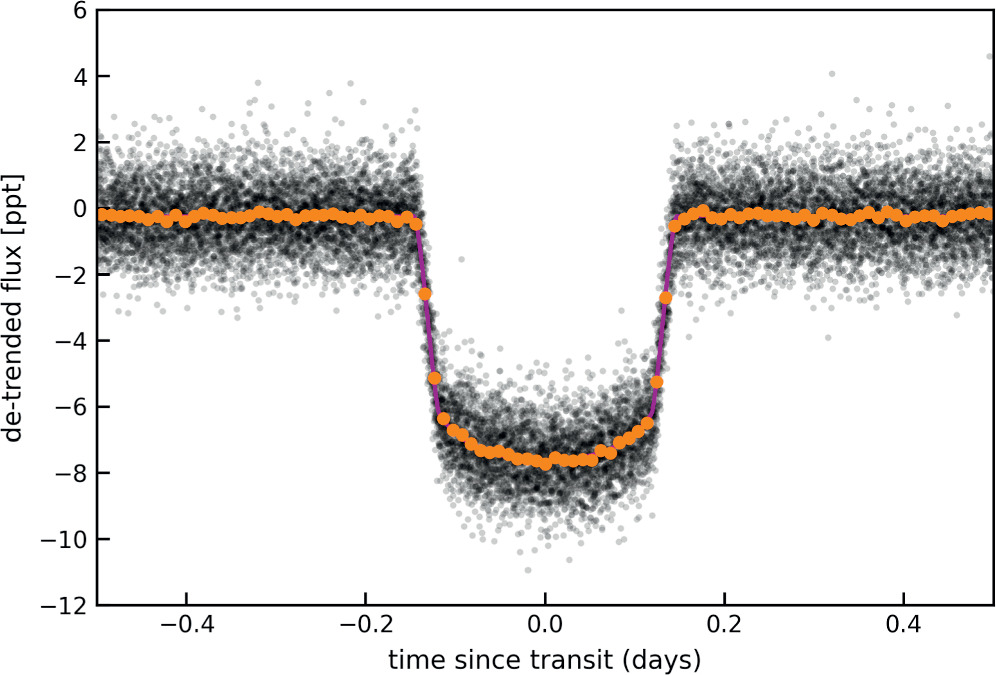
HAT-P-67b の主星面通過によって生じる主星の明るさの減光を示した光度曲線データ

HAT-P-67b は主星 HAT-P-67A からわずか約 0.06 au（約920万 km）しか離れていない軌道を5日弱の公転周期で公転している高温の巨大ガス惑星であるが、2025年に公表された研究でその大きさは木星の2.14倍と推定されている。これは半径が正確に測定されている惑星質量天体の中では最も大きいものの一つであり、褐色矮星（一般的に質量が木星の13倍以上）や自由浮遊惑星の可能性がある天体、および原始惑星系円盤内で形成されたばかりでありまだ完全に収縮しきっていないという特殊な環境下の事例を除いた、確実に通常の惑星であると判断できる既知の太陽系外惑星の中では最大となる。2017年の発見報告の研究では半径は木星の2.085+0.096
−0.071倍と推定され、この時から既知の太陽系外惑星の中でも最大の大きさを持つ惑星の一つであると考えられていた。2024年に公表された研究結果では半径は木星の2.038+0.067
−0.068倍に下方修正されたが、2025年に観測誤差を小さくするために元々のHATネットによる観測データに加えて、アメリカ航空宇宙局 (NASA) の太陽系外惑星観測衛星 TESS などによる観測結果も解析された結果、HAT-P-67b の半径は現在の値へやや上方修正されることとなり、従来よりも半径の推定値の不確実性も小さくなった。主星から至近距離を公転することで大気の熱膨張により半径が大きくなる傾向のあるホット・ジュピターでも、その理論上の限界は木星の2.2倍程度で、これ以上大きくなると大気を構成する分子を惑星の重力で束縛させることが出来なくなることで宇宙空間への大気の散逸が発生すると考えられており、HAT-P-67b はその限界にかなり近い大きさを持っているということになる。
大きさに対して、質量は木星の0.45倍程度と推定されており、これに基いて密度を算出すると HAT-P-67b の密度は 0.061 g/cm3 となる。これは太陽系内で最も密度が低い惑星である土星（0.687 g/cm3）の10分の1以下であり、現在知られている太陽系外惑星の中でも特に低密度なものの一つである。このことから、HAT-P-67b はホット・ジュピターの中でも特に低密度な太陽系外惑星を指す分類であるホット・サターン (Hot Saturn) として扱われることがあり、マシュマロよりも密度が低いと例えられることもある。ホット・ジュピターのような高温の巨大ガス惑星となっている太陽系外惑星としては、2023年に発見された WASP-193b に次いで2番目に密度が低い。また、0.1 g/cm3 未満の密度しかない、かつ平衡温度が 1,000 K を超えている太陽系外惑星は HAT-P-67b を含めて4例しか知られていない。
カナリア諸島のラ・パルマ島にあるガリレオ国立望遠鏡による観測で得られた視線速度測定の時系列の解析により、HAT-P-67b の主星面通過によって発生するロシター・マクローリン効果が検出され、射影された主星の赤道面に対する軌道の傾斜角は 2.2 ± 0.4 度と求められた。これは HAT-P-67b の軌道がほぼ主星 HAT-P-67A の赤道面上にあることを示しており、形成時に原始惑星円盤との潮汐相互作用によって現在の軌道へ移動した可能性が高いことを示唆している。主星が主系列星の段階を終えて赤色巨星へ進化する途中の過程であるため、現在の軌道に位置している HAT-P-67b は1億5000万年後から遅くても5億年後には主星からの強い潮汐力により破壊され、主星へ吸収されるとみられている。

## 大気

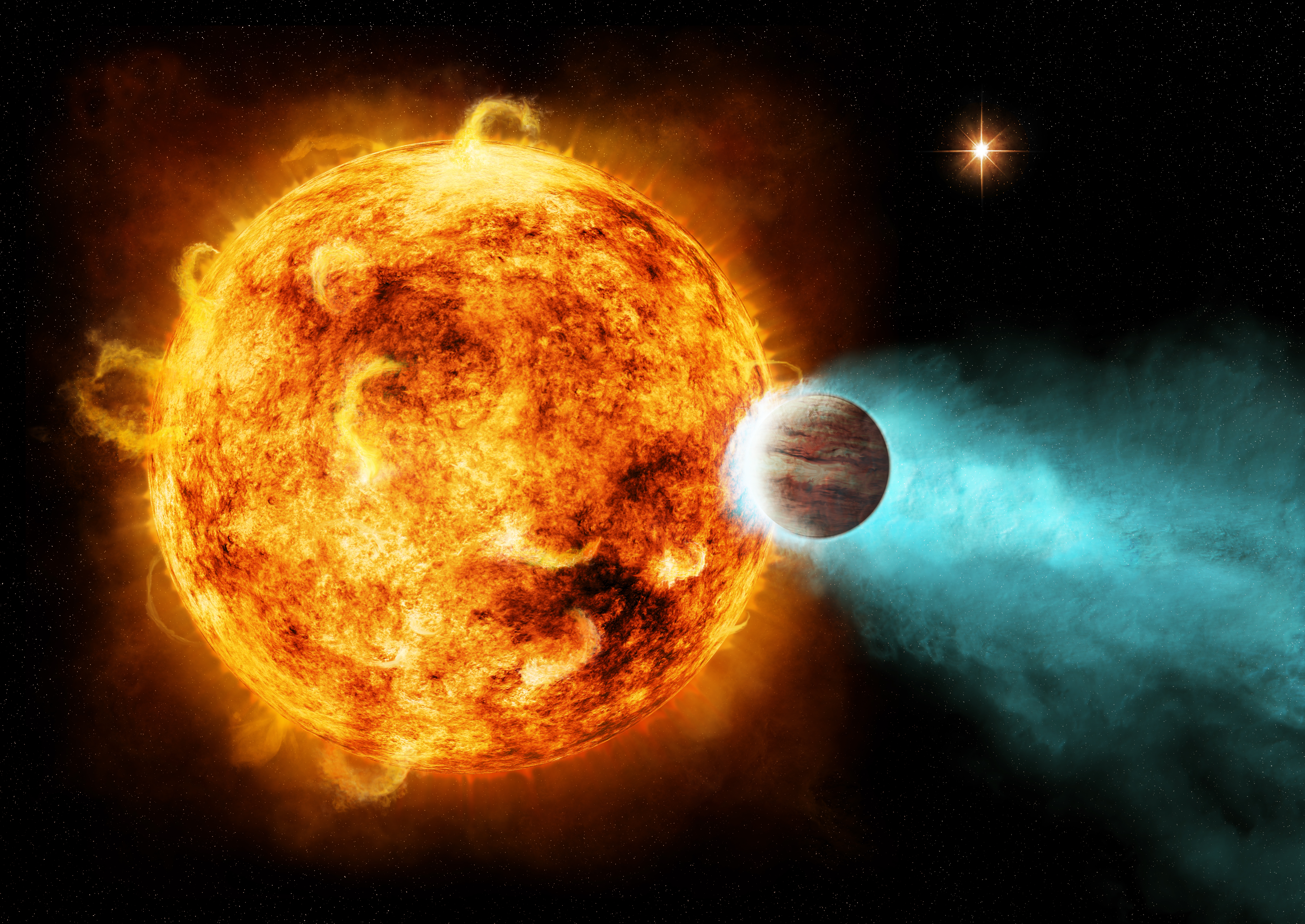
主星からの激しい放射により大気が散逸している太陽系外惑星 CoRoT-2b の想像図。HAT-P-67b でも同様の現象が発生しているとみられている。

HAT-P-67b は木星よりも質量が小さい上、平衡温度が約 2,000 K に達している、さらに主星からの強い放射で大気が非常に膨張していることにより不安定な進化を辿っており、最終的には大気がロッシュ・ローブを超えて蒸発と宇宙空間への散逸という過程に繋がるとみられている。2023年に公表された大気散逸の理論モデルに基づくと、HAT-P-67b は今後500万年程度という短い時間スケールで急速に大気は失われ、地球の数倍から数十倍程度の質量を持った岩石質の核のみが残される可能性がある。
スペインにあるカラル・アルト天文台のCARMENES分光器を用いて HAT-P-67b の大気を調査したデータに基づくと、HAT-P-67b の大気は強く電離しており、毎秒 1000万 t のペースで大気が宇宙空間へ放出されている可能性が示唆されている。また、この研究では HAT-P-67b の大気中からナトリウムと電離したカルシウムが検出されている。電離されたカルシウムは通常、高温に加熱されている惑星に見られる特徴であるが、 HAT-P-67b のスペクトルでは特に顕著に検出された。
スペクトルのデータからは水素とヘリウムに対応する吸収線も示されており、これは通常、大気の一部が宇宙空間に散逸していることを示す兆候である。HAT-P-67b の場合、これらの吸収線の信号は主星面通過の前後に検出されたため、HAT-P-67b からはるか彼方にガスが散逸している可能性が示された。別の研究チームは、アメリカ・テキサス州のホビー・エバリー望遠鏡を用いて、複数年に渡る HAT-P-67b の分光観測を行った。その結果、HAT-P-67b に対して先行する方の空間に顕著なガスの尾、そして逆に後行する方の空間に著しく薄いガスの尾が存在していることが観測され、これは主星のある方向を向けている惑星の昼側においてより強い大気の流出が発生しているという直接的な証拠であると解釈されている。さらに別の研究チームは、HAT-P-67b の主星面通過が発生した後に取得した、主星 HAT-P-67A の多数のスペクトルを平均化させた結果、明瞭な吸収線の信号がみられることを発見した。この研究では事実上、惑星の半径であると見做せる有効半径を木星の6倍と推定し、HAT-P-67b の大気が激しく蒸発していることを示した。